# The Billionaire, the Butler and the Boyfriend
L'Affaire Bettencourt : Scandale chez la femme la plus riche du monde (br: O Caso Bettencourt: Escândalo Com a Mulher Mais Rica do Mundo) é uma série documental francesa que acompanha a vida da herdeira da L'Oréal, Liliane Bettencourt, e os escândalos em torno dela. É composta por 3 episódios e foi lançada na Netflix em 8 de novembro de 2023.

## Enredo
A série acompanha a vida de Liliane Bettencourt e das pessoas ao seu redor nos anos que antecederam sua morte. Os personagens principais incluíam sua filha, Françoise Bettencourt Meyers, o fotógrafo Francois-Marie Banier e seu mordomo, Pascal Bonnefoy.

## Episódios
| N.º | Título                    | Dirigido por | Escrito por | Exibição original |
| --- | ------------------------- | --- | --- | ----------------- |
| 1   | "Because He Was Worth It" | data-sort-value="" style="background: #DDF; color: #2C2C2C; vertical-align: middle; text-align: center; " class="no table-no2" \| ASA | data-sort-value="" style="background: #DDF; color: #2C2C2C; vertical-align: middle; text-align: center; " class="no table-no2" \| ASA | 8 novembro 2023   |
| 2   | "A Tangled Web"           | data-sort-value="" style="background: #DDF; color: #2C2C2C; vertical-align: middle; text-align: center; " class="no table-no2" \| ASA | data-sort-value="" style="background: #DDF; color: #2C2C2C; vertical-align: middle; text-align: center; " class="no table-no2" \| ASA | 8 novembro 2023   |
| 3   | "The Profiteers' Ball"    | data-sort-value="" style="background: #DDF; color: #2C2C2C; vertical-align: middle; text-align: center; " class="no table-no2" \| ASA | data-sort-value="" style="background: #DDF; color: #2C2C2C; vertical-align: middle; text-align: center; " class="no table-no2" \| ASA | 8 novembro 2023   |

## Prêmios e indicações
| Ano  | Prêmio                        | Categoria           | Indicado                                      | Resultado |
| 2024 | 52º International Emmy Awards | Melhor Documentário | The Billionaire, the Butler and the Boyfriend | Pendente  |